# Balboa Motor Car Company
Die Balboa Motor Car Company war Mitte der 1920er Jahre ein kurzlebiger US-amerikanischer Automobilhersteller. Der Markenname lautete Balboa.
Das Unternehmen wurde 1924 von Otto W. Heinz (Präsident und Geschäftsführer), William H. Radford (Vizepräsident und Chefingenieur), J.C. Bliss (Sekretär) und  Fred G. Mott (Vizepräsident und Verkaufsleiter) gegründet.

## Otto W. Heinz
Heinz hatte gemeinsam mit Fred M. Guy bei der Hackett Motor Car Company in Jackson und später in Grand Rapids (Michigan) gearbeitet. Dort war er an der Entwicklung des Guy Viertakt-Flachschiebermotors beteiligt. Dessen herausragendes technisches Merkmal waren oben im Zylinderkopf drehende, perforierte Scheiben anstelle von Ventilen; diese wurden nicht von einer Nockenwelle angetrieben, sondern von Zahnrädern. Als Hackett schließen musste, nahmen sie den Motor mit nach Ypsilanti (Michigan) zu ihrem neuen Arbeitgeber, der Apex Motor Corporation. Dort wurde der Motor als Sechszylinder in kleiner Stückzahl in den Baureihen Ace Model T und Rotary Six verwendet. Die Gründung der Heinz Motor Company zur Automobilherstellung wurde angekündigt, erfolgte aber nicht. Stattdessen half er Fred Guy beim Aufbau der Guy Disc Valve Motor Company.

## William H. Radford
Der Chefingenieur der Balboa Motor Car Company, William H. Radford, war ein erfahrener Techniker und hatte zuletzt bei der Kessler Motor Company in Detroit gearbeitet, die sich Ende 1922 auf Motoren konzentrierte und den erst knapp drei Jahre zuvor aufgenommenen Automobilbau nach anhaltender Erfolglosigkeit wieder aufgegeben hatte. Möglicherweise zu früh, denn der dort entwickelte Super-Charge-Motor war sehr vielversprechend. Dessen Urheberschaft beanspruchten sowohl Radford als auch sein vormaliger Chef, Martin C. Kessler, für sich.

## Unternehmensgeschichte
Die Balboa Motor Car Company hatte ihren Sitz in Fullerton (Kalifornien). Es wurden Aktien ausgegeben und der Bau einer Fabrik in Pomona in Angriff genommen. Produktionsbeginn sollte im Oktober 1924 mit einem geplanten Jahresausstoß von 1000 Fahrzeugen sein, doch vorerst musste man sich mit den ehemaligen Räumlichkeiten einer Drahtwarenfabrik in Fullerton zufriedengeben.

### Der Super-Charge Motor
Der Balboa sollte mit einem technisch interessanten Motor auf den Markt kommen. Dabei handelte es sich um den erwähnten Kessler Super-Charge Achtzylindermotor, den Chefingenieur Radford von seinem früheren Arbeitgeber mitgebracht hatte. Gemäß (wahrscheinlich übertriebenen) Angaben von Balboa steckten acht Jahre Entwicklungsarbeit darin. Es handelte sich um einen oben gesteuerten Reihenmotor mit integriertem Kompressor. Innovativ war der Ansatz, im Kurbelgehäuse einen Druckbehälter zu integrieren; der Druck wurde durch die Abwärtsbewegung der Kolben aufgebaut. Gemäß einer einzelnen Quelle handelte es sich um einen
Drehschiebermotor; möglicherweise ein Missverständnis, weil Otto Heinz zuvor an einer solchen Konstruktion gearbeitet hatte.
Wie beim in kleinsten Stückzahlen gebauten Kess-Line Eight sollte auch der Balboa Eight 100 bhp leisten. Es ist anzunehmen, dass er weitgehend jenem des Kess-Line entsprach. Eine Leistung über 80 bhp war Mitte der 1920er Jahre wenigen hochpreisigen Automobilen vorbehalten, in den USA etwa
- Lincoln Modell L: 81 bhp (60 kW); seitengesteuerter V8-Motor mit 5,8 Liter Hubraum
- Packard Single Eight: 85 bhp (62,5 kW); seitengesteuerter Reihen-Achtzylindermotor mit 5,9 Liter Hubraum
- Duesenberg Modell A: 88 bhp (65,6 kW); obengesteuerter Reihen-Achtzylindermotor[7] mit 4,3 Liter Hubraum
- Daniels Modell D: 90 bhp (67,1 kW); seitengesteuerter V8-Motor mit 6,6 Liter Hubraum[8]
- Locomobile Modell 48: 95 bhp (70,8 kW); Sechszylinder T-Kopf-Motor mit 8,5 Liter Hubraum[9]

Alle diese Motoren hatten einen deutlich größeren Hubraum und die Fahrzeuge kosteten deutlich mehr als für den Balboa geplant war. Der 1925 vorgestellte Alfa Romeo RL SS leistete mit 2,6-Liter-Sechszylindermotor 83 bhp (61 kW), der Rennsportwagen Bugatti Type 35 B mit 2262 cm³ großem Achtzylindermotor und Kompressor 130 bhp (97 kW). Der Super-Charge Motor wäre also ein sehr konkurrenzfähiger Antrieb gewesen.

### Balboa Eight
Der Balboa Eight war aber keineswegs für den Motorsport gedacht. Das einzige zunächst vorgesehene Fahrgestell hatte einen stattlichen Radstand von 127 Zoll (3226 mm). Dies sowie der angestrebte Verkaufspreis von US$ 2900 für einen fünfsitzigen Touring positioniert das Fahrzeug in den unteren Bereich des Luxussegments. Der etwas teurere Packard Single Six etwa war mit einem Radstand von 126 oder 133 Zoll (3200 mm und 3378 mm) lieferbar.
Das Unternehmen begann bereits Anfang 1924, sein Auto in Anzeigen anzupreisen. Der Werbeslogan lautete: Its's Beauty You Must See, it's Genuiness Only Close Inspection Discloses; übersetzt etwa: "Seine Schönheit können sie sehen, seine Eigenständigkeit zeigt sich nur bei genauer Untersuchung". In einer von Vorstandsmitglied Bliss organisierten, ehemaligen Drahtwarenfabrik entstanden drei Fahrgestelle, von denen zwei eine Karosserie unbekannter Herkunft erhielten. Eine davon war ein Touring, die andere ein Sport Brougham genannter Viertürer mit lederbezogenem Dach und angedeuteten Sturmbügeln. Beide zeigten einen europäischen Einfluss mit Kotflügeln, die nicht mit dem Trittbrett verbunden waren. Das Reserverad wurde am Heck mitgeführt. Weil der Super-Charge-Motor noch nicht bereit war, erhielten alle drei zugekaufte Continental-Reihenachtzylindermotoren.
In dieser Form wurden sie im März 1924, zusammen mit dem unverkleideten Fahrgestell, im California Hotel in Fullerton ausgestellt; gefolgt von einer Präsentation im Ambassador Hotel in Los Angeles im August.
Nun ergaben sich andere Schwierigkeiten. Das Unternehmen scheint Zusagen gemacht zu haben, die es nicht einhalten konnte, und Investoren verklagten es wegen Anlagebetrugs. Wie das Verfahren ausging, ist nicht bekannt. Jedenfalls führte es dazu, dass das Projekt mit dem Super-Charge Motor aufgegeben werden musste, nachdem die drei Prototypen noch im März 1925 an der Orange County Automobile Show in Santa Ana erneut ausgestellt worden waren, nun mit dem richtigen Motor. Außer den genannten Prototypen wurde kein Balboa Eight hergestellt, der mehrfach erwähnte Sedan ist nie gebaut worden. Führende Fachleuten bescheinigen dem Balboa, dass er großes Potential hatte und mit seriöserer Vorbereitung und etwas mehr Geduld der Investoren durchaus hätte erfolgreich sein können.

### Dual

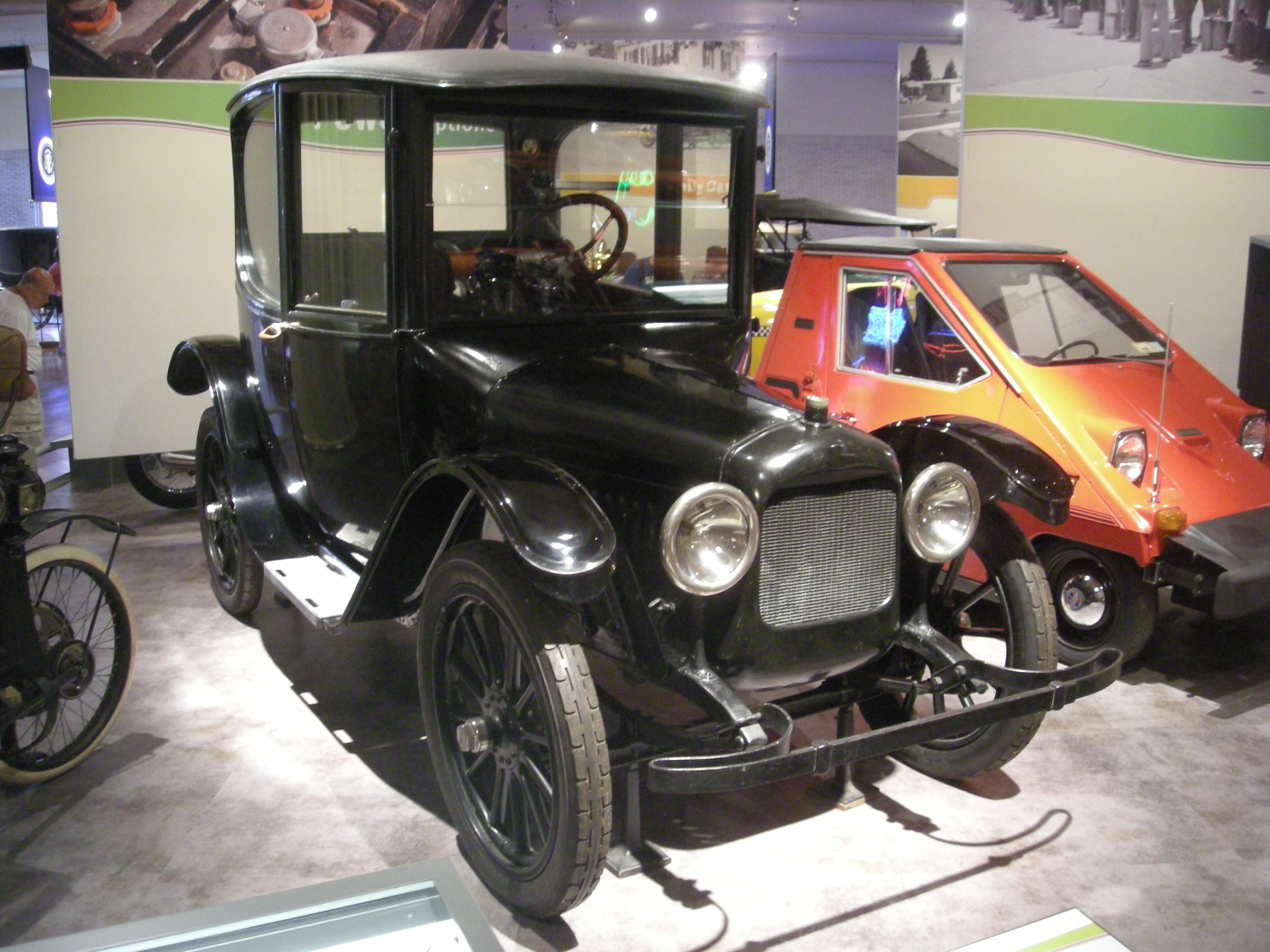
Woods Dual Power Model 44 Hybrid (1916)

Wohl um das Unternehmen zu retten wurde erwogen, Hybridelektrokraftfahrzeuge nach einer Lizenz der 1918 eingestellten Woods Motor Vehicle Company herzustellen. Produktionsort sollte das Werk in Pomona werden, doch auch dazu kam es nicht; mehr als einige Prototypen sind in Fullerton kaum entstanden. Der Woods Dual Power (1916–1918) gilt als erstes in Serie gebautes Hybridauto überhaupt. In seiner letzten Version hatte er einen Radstand von 124 Zoll und einen zugekauften Continental-Vierzylindermotor, der bei Geschwindigkeiten unter 15 mph (24 km/h) im Leerlauf arbeitete und darüber die Kraftübertragung von den beiden Elektromotoren an der Hinterachse übernahm. Die Höchstgeschwindigkeit lag bei bescheidenen 35 mph (ca. 56 km/h) und es ist anzunehmen, dass der letzte Verkaufspreis des Wood Dual Power Coupe Coach von 1918, US$ 2950, nicht einzuhalten gewesen wäre.
Eine neuere Quelle meint, dass 1924 mindestens drei Tourenwagen und zwei Roadster als Prototypen entstanden, die als Dual vermarktet werden sollten. Dem vorausgegangen war der Versuch von Theodore E. Felt und seiner T. E. Felt Motor Car Company mit Sitz in Los Angeles und einem Werk in Midway City, zwischen 1922 und 1923 solche Fahrzeuge herzustellen und als Dual zu vertreiben.
Die Balboa Motor Car Company schloss 1925.

## Modellübersicht
| Bauzeit        | Modell       | Zylinder | Hubraum cm³ | Leistung bhp / kW | Radstand inch / mm | Karosserie              | Listenpreis |
| -------------- | ------------ | -------- | ----------- | ----------------- | ------------------ | ----------------------- | ----------- |
| 1924–1925      | Balboa Eight | R8       | 2917        | 100 / 74,6        | 127 / 3226         | Touring                 | US$ 2900    |
| 1924–1925      | Balboa Eight | R8       | 2917        | 100 / 74,6        | 127 / 3226         | Sport Brougham, 4-türig |             |
| 1924–1925      | Balboa Eight | R8       | 2917        | 100 / 74,6        | 127 / 3226         | Sedan, 4-türig          |             |
| 1924 oder 1925 | Dual         | Hybrid   |             |                   | 124 / 3150         | Coupe Coach             |             |

Es ist anzunehmen, dass der Motor des Balboa weitgehend jenem des Kess-Line Eight entsprach. Zum Dual liegen keine weiteren Daten vor.